# Quercus townei
Quercus townei är en bokväxtart som beskrevs av Ernest Jesse Palmer. Quercus townei ingår i släktet ekar, och familjen bokväxter.
Artens utbredningsområde är Kalifornien. Inga underarter finns listade i Catalogue of Life.